# Куендат (посёлок при станции)
Куендат — станция (тип населенного пункта) в Первомайском районе Томской области России. Входит в состав Первомайского сельского поселения.

## География
Находится на востоке региона, в таёжной зоне, и примыкает к посёлку Новый.

## Население
| 2002 | 2010 | 2012 | 2013 | 2014 | 2015 | 2021 |
| ---- | ---- | ---- | ---- | ---- | ---- | ---- |
| 58   | ↘53  | ↗57  | ↘56  | ↗58  | ↗59  | ↘51  |

## Инфраструктура
Путевое хозяйство. Станция Куендат.
Проходит железнодорожная линия Томск — Белый Яр (между станциями Сахалинка и Улу-Юл).

## Транспорт
Выезд через пос. Новый на трассу Томск — Белый Яр. Лесные дороги.